# 파수 벡터
파수 벡터(wave vector)는 물리학에서 파동을 설명하는 데 사용되는 벡터이며, 일반적인 단위는 미터당 사이클이다. 크기와 방향이 있다. 크기는 파동의 파수(파장에 반비례)이고 방향은 파면에 수직이다. 등방성 매체에서 이는 파동 전파의 방향이기도 하다.
밀접하게 관련된 벡터는 각파 벡터(angular wave vector)이며, 일반적인 단위는 미터당 라디안이다. 파수 벡터와 각파 벡터는 고정된 비례 상수, 즉 사이클당 2π 라디안으로 관련된다.
물리학의 여러 분야에서는 각파 벡터를 예를 들어 결정학과 달리 단순히 파수 벡터라고 부르는 것이 일반적이다. 사용 중인 기호 k를 사용하는 것도 일반적이다.
특수 상대성이론의 맥락에서 (각) 파수 벡터와 (각) 주파수를 결합하여 파동 사차원 벡터를 정의할 수 있다.